# Àcid hipoclorós
L'àcid hipoclorós, nom IUPAC àcid monoxoclòric (I), és l'àcid feble que resulta de la unió de l'òxid àcid de clor amb H₂O. No es pot aïllar en forma pura degut al seu ràpid desequilibri amb el seu precursor. En la síntesi orgànica, el HCIO converteix els alquens en clorohidrina.
Rep aquest nom perquè el clor actua amb l'estat d'oxidació +1, que és el menor dels quatre que té: +1, +3, +5 i +7. La seva fórmula química és: HClO, obtinguda a través dels següents passos:
1. Formació de l'òxid àcid:
2. Formulació: Cl₂+O₂ → Cl+1 O-2
3. Creuament de valències o estat d'oxidació:

Cl₂+O₂ → Cl+1₂ O-21
L'1 que té el clor no cal escriure'l, quedant: Cl₂O.
Resultat: Cl₂O
1. Formació de l'àcid:
2. Formulació: Cl₂O + H₂O →
3. Formació de l'àcid: Cl₂O + H₂O → H₂Cl₂O₂

Com que l'atomicitat és igual es simplifica (H2Cl2O2) i s'obté com a resultat: HClO
Com que és un dels àcids hipohalogenats més forts, és també un poderós oxidant i el responsable de l'acció bactericida dels compostos derivats de clor [Weiss 1989]. Químicament el HOCl es pot obtenir per diferents mètodes.
Obtenció química del HClO: 
1. Hidròlisi de gas de clor (Cl2 + H₂O- > HOCl + H+ + Cl-)
2. Electròlisi de solució de sal (2Cl- + 2e- > Cl2) i (Cl2 + H2O > HOCl + H+ +Cl-)
3. Acidificació d'hipoclorit (OCl- + H+ > HOCl)

## Producció fisiològica d'àcid hipoclorós
Biològicament es classifica dins de les molècules conegudes com a espècies reactives de l'oxigen (ROS) sintetitzades per cèl·lules del sistema immunitari (neutròfils i macròfags) Funciona com una substància quimiotàctica que permet un excel·lent control microbià i l'activació del sistema de defensa que facilita la ràpida i innòcua reparació dels teixits [Wang et al. 2007]. En biologia,l'àcid hipoclorós es genera en neutròfils activats per peroxidació mediada per la mieloperoxidasa d'ions clor, i contribueix a la destrucció dels bacteris.

## Història i usos clínics
Els usos terapèutics del HClO s'inicien en la Primera Guerra Mundial, com a desinfectant aplicat directament a les ferides sense danyar el teixit biològic normal. El 1915 Alexis Carrel i Henry Dakin, obtingueren una solució d'hipoclorit de sodi tamponat (solució de Dakin), que generava concentracions adequades de HClO. La baixa estabilitat de la solució, el mètode car de preparació i els grans volums requerits van fer que aquest mètode perdés vigència.
Cap a la dècada de 1980 es van tornar a emprendre les investigacions sobre l'àcid hipoclorós. El 1989 Stephen J. Weiss va comprovar “in vitro” el poder bactericida del HClO alliberat per neutròfils.

## Altres usos
El HClO a concentracions elevades és un desinfectant de superfícies i per inactivar material de rebuig hospitalari.
Es fa servir per desodoritzar.
Pel tractament de l'aigua (cloració de l'aigua potable i de les piscines) 